# 송인국
송인국(1988년 6월 30일 ~ )은 대한민국의 배우이다.

## 학력
- 건국대학교 영화학과

## 출연작

### 영화
- 《도쿄 스케치》 (2019년) - 준 역
- 《찬실이는 복도 많지》 (2020년) - 고사손님 역
- 《국도극장》 (2020년) - 영은카페 불륜남 역

### 드라마
- 《군주 - 가면의 주인》 (2017년, MBC) - 현석 역
- 《맛 좀 보실래요》 (2019년, SBS) - 강철진 역